# Ik ben verliefd (Sha-la-lie)
Ik ben verliefd (Sha-la-lie) war der niederländische Beitrag zum Eurovision Song Contest 2010 in Norwegen. Das Lied, welches man dem Schlager zuordnen kann, wurde dort von Sieneke aufgeführt. Es scheiterte jedoch im Halbfinale des Eurovision Song Contest 2010.

## Versionen
Bereits Ende 2009 wurde eine Demoversion vorgestellt, die gegenüber der endgültigen Version eine andere Textzeile enthält. Gesungen wurde sie vom Autor selbst, Pierre Kartner.
Bei der Vorentscheidung wurden fünf verschiedene Versionen des Liedes von fünf verschiedenen Sängern präsentiert:
- Sieneke sang eine Drehorgel-Version.[2]
- Vinzzent trug das Lied in einer Jazz-Version vor, sie beinhaltet eine zusätzliche Strophe.[3]
- Die Mädchengruppe Loekz trat mit einer Variante auf, in der unter anderem ein orientalischer Dudelsack zu hören ist.[4]
- Peggy Mays wurde bei ihrem Auftritt von einer Flötistin unterstützt.[5]
- Marlous bekam eine Version, in der ein Akkordeon zu hören ist; aus Sicht des Autors war dies die beste Version.[6]

Auf verschiedenen Videoplattformen sind zudem verschiedene „eigene“ Versionen zu finden. Weiterhin gab es eine Parodie von De Mosselman.

## Kritik
Nachdem der Song als offizieller Beitrag des ESC vorgestellt wurde, wurde der Song von der niederländischen Presse und der Bevölkerung negativ kritisiert, mit der Begründung, dass der Song für die moderne Musikwelt „zu alt“ sei.
Auch das Abstimmungssystem in der Vorentscheidung, Nationaal Songfestival 2010 führte zu Kritik. Vier Juroren, darunter Johnny Logan, gaben ihrem Favoriten jeweils eine Stimme, zusätzlich gab es eine Stimme für den Favoriten des Studiopublikums. Nachdem sich je zwei Juroren für Sieneke und Loekz ausgesprochen hatten und die Publikumsstimme für Vinzzent auch keine Entscheidung gebracht hatte, musste Pierre Kartner sich zwischen Sieneke und Loekz entscheiden. Nachdem er sich zunächst geweigert hatte, eine Entscheidung zu treffen und gar per Münzwurf den Sieger bestimmen wollte, entschied er sich wahrscheinlich willkürlich für Sieneke.

### Plagiatvorwurf
Komponist Pierre Kartner wurde vorgeworfen, die Melodie des 1994 erschienenen Liedes Angelien, der von dem niederländischen Musiker Dick van Altena stammt, verwendet zu haben. Dieser Verdacht wurde knapp einem Monat nach dem Sieg beim niederländischen Vorentscheid bekannt.
Anfang Mai 2010 wurde jedoch bekannt, dass van Altena an dem Song mitgewirkt und zugestimmt habe, eine leicht abgeänderte Melodie seines Songs zu verwenden.

## Eurovision Song Contest 2010
Sieneke trug das Lied am 27. Mai 2010 im zweiten Halbfinale des Eurovision Song Contests vor. Dort erreichte es zwar nur den 11. Platz mit 47 Punkten, lag wegen einer zusätzlichen Juryentscheidung jedoch noch vor zwei der zehn späteren Finalqualifikanten.

## Charts
Der Song kam auf Platz 12 in den Nederlandse Top 40. Außerdem stieg er auf Platz eins der niederländischen Single Top 100 ein. Es war der erste Beitrag in den Niederlanden, der auch den ersten Platz im eigenen Land erreicht hat.

## Coverversionen
Es gibt bisher drei offizielle Coverversionen, eine deutsche, gesungen von Sebastian Charelle, eine schwedische Version, gesungen von der Band Drifters und die von den Coelln Girls.

## Sonstiges
Der Song wurde bei der „Autoball-Weltmeisterschaft“ von TV total als Torhymne der Niederlande verwendet.